# Amplifikacija
Amplifikacija znači in vitro umnožavanje jedne kratke definirane DNK sekvence, npr. u PCR-u. Kada se DNK sekvence kopiraju na milijune puta, tada se u gentehnici ne govori o umnožavanju, nego o amplificiranju.